# Arteria mediana
Die Arteria mediana („mittlere Schlagader“) ist eine Arterie des Unterarms bei Säugetieren. Beim Menschen ist dieses Blutgefäß nur in seltenen Fällen als Normvariante ausgebildet, dagegen ist sie bei Hunden, Katzen, Schweinen, Pferden und Wiederkäuern das stärkste Gefäß des Unterarms und die direkte Fortsetzung der Arteria brachialis nach Abgang der Arteria interossea communis.
Die Arteria mediana begleitet den Nervus medianus an der Innenseite des Unterarms und zieht mit ihm durch den Karpaltunnel. Noch im oberen Drittel des Unterarms entlässt sie die Arteria radialis. Am unteren Drittel des Vordermittelfußes teilt sie sich in die oberflächlichen palmaren Arterien (Arteriae digitales palmares communes) und ist damit der Hauptzufluss zum Vorderfuß. Bei Pferden entsendet sie auch einen Zufluss zum Arcus palmaris profundus.
Eine Studie im südlichen Afrika ergab, dass die Häufigkeit einer ausgebildeten Arteria mediana bei Menschen im Erwachsenenalter dort von etwa 10 % Anfang des 20. Jahrhunderts auf ca. 30 % Ende des 20. Jahrhunderts zugenommen hat. Überdurchschnittlich häufig findet sich die Arteria mediana nach dieser Studie bei Patienten mit schmerzhaftem Karpaltunnelsyndrom.
Die Arteria mediana wird im frühen menschlichen Embryo angelegt und verschwindet bei den meisten Menschen aber wieder etwa in der achten Schwangerschaftswoche, sobald die Ellen- und Speichenarterie entstanden sind. Der Anteil an Menschen mit Arteria mediana nimmt so stark zu, dass Hochrechnungen für das Jahr 2100 davon ausgehen, dass nahezu alle Menschen mit einer dritten Unterarmarterie geboren werden.